# Grevillea rivularis
Grevillea rivularis är en tvåhjärtbladig växtart som beskrevs av L.A.S. Johnson & Mcgillivrav. Grevillea rivularis ingår i släktet Grevillea och familjen Proteaceae. Inga underarter finns listade i Catalogue of Life.